# Aspidimorpha andrei
Aspidimorpha andrei es un coleóptero de la familia Chrysomelidae. Fue descrita en 1997 por Borowiec. Se encuentra en África.